# 2018 au théâtre
| Années du théâtre : 2015 - 2016 - 2017 - 2018 - 2019 - 2020 - 2021    |
| Décennies du théâtre : 1980 - 1990 - 2000 - 2010 - 2020 - 2030 - 2040 |

Cet article présente les faits marquants de l'année 2018 au théâtre.

## Événements
- Septembre 2018 : Réouverture de la salle de théâtre parisienne La Scala, dans le 10e arrondissement.

## Pièces de théâtre représentées

### Saison 2017-2018
- 25 janvier : À la trace d'Alexandra Badea, mise en scène Anne Théron, création au Théâtre national de Strasbourg.

### Saison 2018-2019
- 17 mars-15 juillet : La Révolte (1870) d'Auguste de Villiers de L'Isle-Adam, mise en scène Charles Tordjman, Théâtre du Poche-Montparnasse, Paris 6e.

## Récompenses

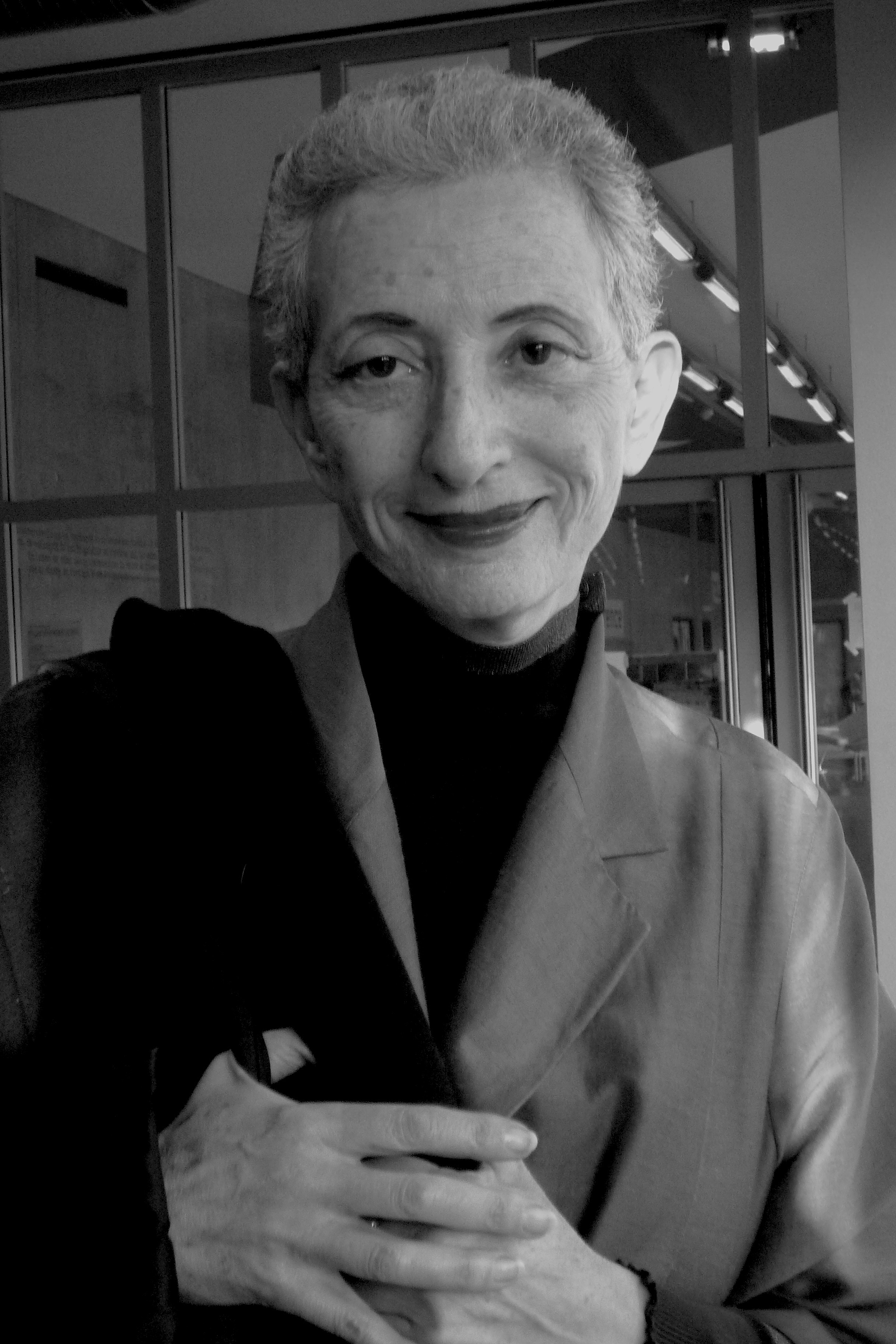
Hélène Cixous.

- 29 janvier : Prix Plaisir du théâtre - Marcel-Nahmias : Bartabas
- 29 janvier : Prix Jean-Jacques-Gautier : Hédi Tillette de Clermont-Tonnerre
- 17 février : Prix du Brigadier 2017 : Dominique Valadié pour son rôle dans Au but de Thomas Bernhard. Brigadier d'honneur : André Dussollier pour Novecento et l'ensemble de sa carrière, et Philippe Tesson pour la programmation du théâtre de Poche Montparnasse
- 8 avril : 42e cérémonie des Laurence Olivier Awards
- 28 mai : 30e cérémonie des Molières
- 10 juin : 72e cérémonie des Tony Awards
- 18 juin : Prix SACD
- 18 juin : Prix du Syndicat de la critique
- 28 juin : Grand prix du théâtre de l'Académie française : Hélène Cixous pour l'ensemble de son œuvre dramatique
- 28 juin : Prix du jeune théâtre Béatrix Dussane-André Roussin : Mohamed El Khatib pour C'est la vie et l'ensemble de ses ouvrages dramatiques
- 15 octobre : Grand prix de littérature dramatique : Jean Cagnard pour Quand toute la ville est sur le trottoir d'en face. Grand prix de littérature dramatique jeunesse : Fabrice Melquiot pour Les Séparables
- 4 décembre : Prix du Brigadier 2018 : Marina Hands pour son rôle dans Sœurs de Pascal Rambert. Brigadier d'honneur : Francine Bergé pour L'Échange de Paul Claudel et l'ensemble de sa carrière

## Décès

### Premier trimestre

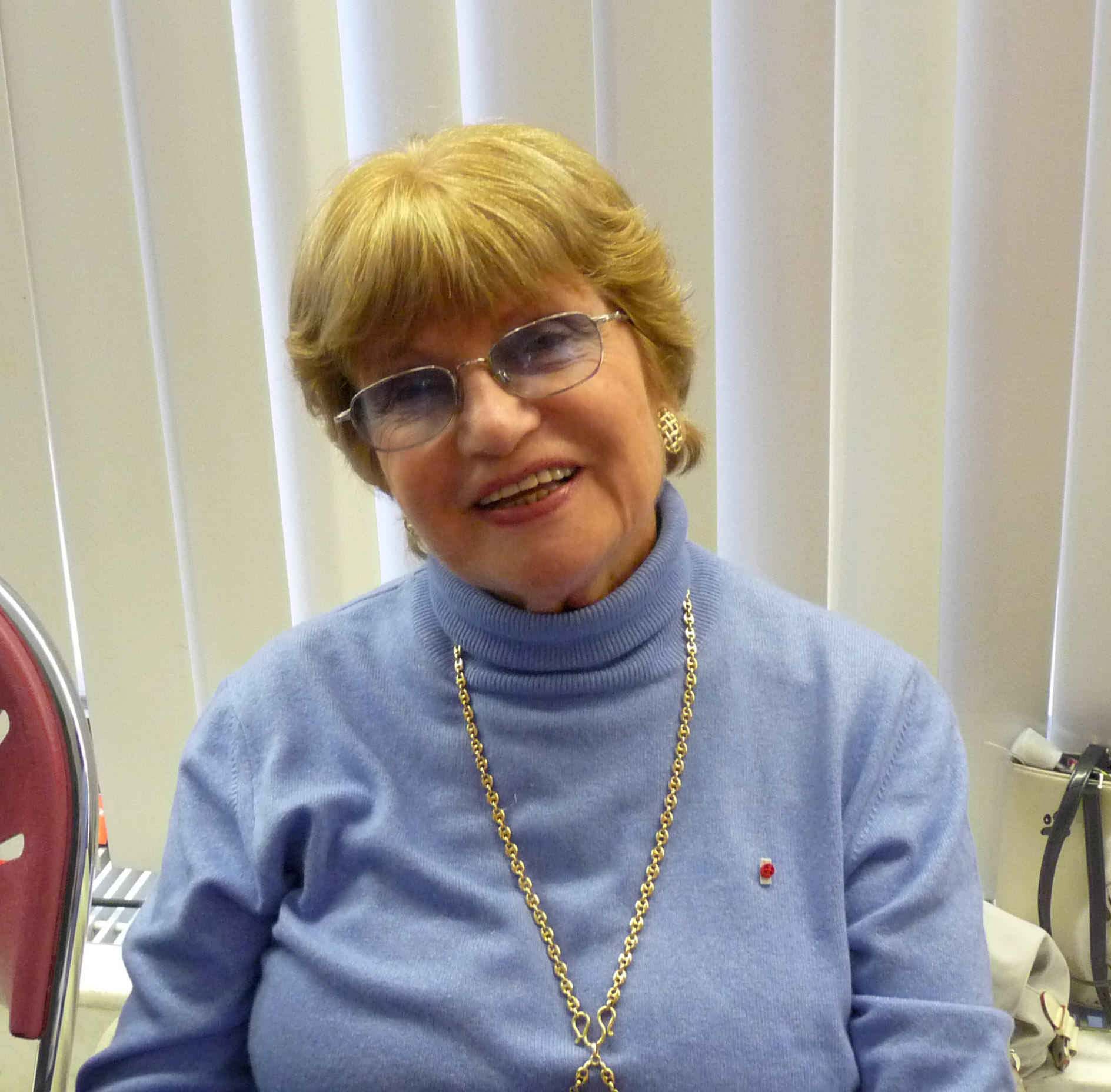
Françoise Dorin.

- 2 janvier : Jacques Lassalle (°1936), auteur dramatique, metteur en scène et comédien français
- 4 janvier : Johannes Brost (°1946), comédien suédois
- 5 janvier : Marián Labuda (°1944), comédienne slovaque
- 5 janvier : Münir Özkul (°1925), comédien turc
- 12 janvier : Françoise Dorin (°1928), auteure dramatique et comédienne française
- 15 janvier : Peter Wyngarde (°1927), comédien britannique
- 19 janvier : Anna Campori (°1917), comédienne italienne
- 19 janvier : Olivia Cole (°1942), comédienne américaine
- 21 janvier : Yves Afonso (°1944), comédien français
- 23 janvier : Arnaud Giovaninetti (°1967), comédien français
- 27 janvier : Tadashi Sawashima (°1926), auteur dramatique japonais
- 4 février : Kenneth Haigh (°1931), comédien britannique
- 8 février : Marie Gruber (°1955), comédienne allemande
- 12 février : Myriam Tanant (°1945), traductrice et metteuse en scène française [1]
- 15 février : Pier Paolo Capponi (°1938), comédien italien
- 20 février : Jean Bojko (°1949), metteur en scène français
- 21 février : Emma Chambers (°1964), actrice britannique
- 22 février : Nanette Fabray (°1920), comédienne américaine
- 24 février : Erich Padalewski (°1930), acteur autrichienne
- 26 février : Elfriede Irrall (°1938), actrice autrichienne
- 28 février : Albert Mkrtchyan (°1937), comédien arménien
- 2 mars : Marcel Philippot (°1953), comédien français
- 3 mars : David Ogden Stiers (°1942), comédien américain
- 11 mars : Siegfried Rauch (°1932), comédienne allemande
- 12 mars : Oleg Tabakov (°1935), comédien et metteur en scène russe
- 13 mars : Leonid Kvinikhidze (°1937), metteur en scène russe
- 17 mars : Geneviève Fontanel (°1936), comédienne française
- 27 mars : Stéphane Audran (°1932), comédienne française
- 30 mars : Christophe Salengro (°1953), comédien français
- 31 mars : Frank Aendenboom (°1941), comédien belge
- 31 mars : Luigi De Filippo (°1930), auteur dramatique, metteur en scène et comédien italien

### Deuxième trimestre
- 4 avril : Soon-Tek Oh (°1932), comédien américain
- 6 avril : Jacques Higelin (°1940), comédien français
- 11 mai : Josh Greenfeld (°1928), auteur dramatique américain
- 16 mai : François Bréda (°1956), auteur dramatique et essayiste franco-roumain
- 16 mai : Lucian Pintilie (°1933), metteur en scène roumain
- 17 mai : Maciej Maciejewski (°1914), comédien polonais
- 20 mai : Patricia Morison (°1915), comédienne américaine
- 21 mai : Anna Maria Ferrero (°1934), comédienne italienne
- 28 mai : María Dolores Pradera (°1924), comédienne espagnole
- 30 mai : Gabriel Gascon (°1927), comédien canadien
- 18 juin : Stanley Anderson (°1939), comédien américain
- 25 juin : Husan Sharipov (°1937), comédien ouzbek
- 29 juin : Chantal Garrigues (°1944), comédienne française
- 29 juin : Liliane Montevecchi (°1932), comédienne française

### Troisième trimestre

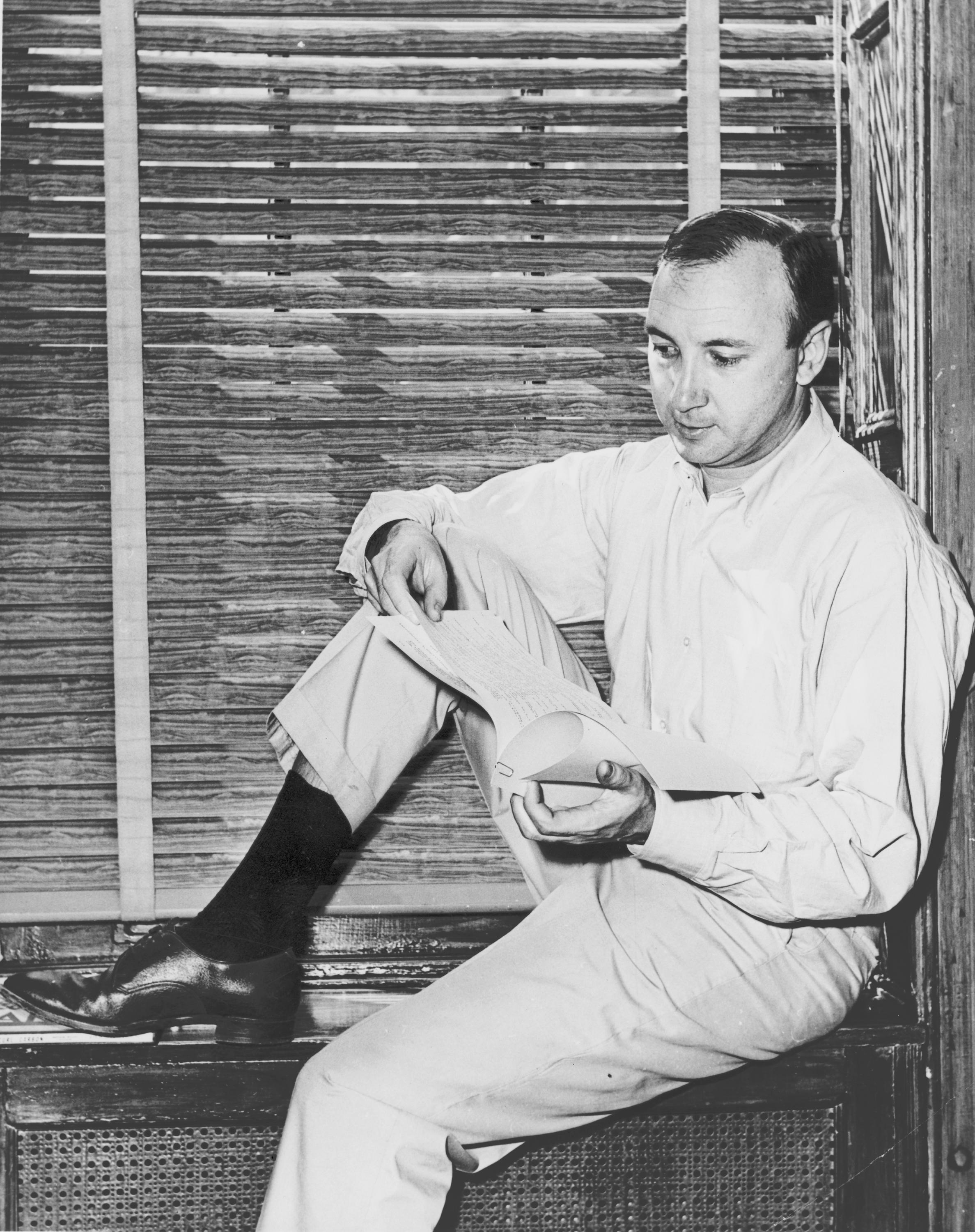
Neil Simon.

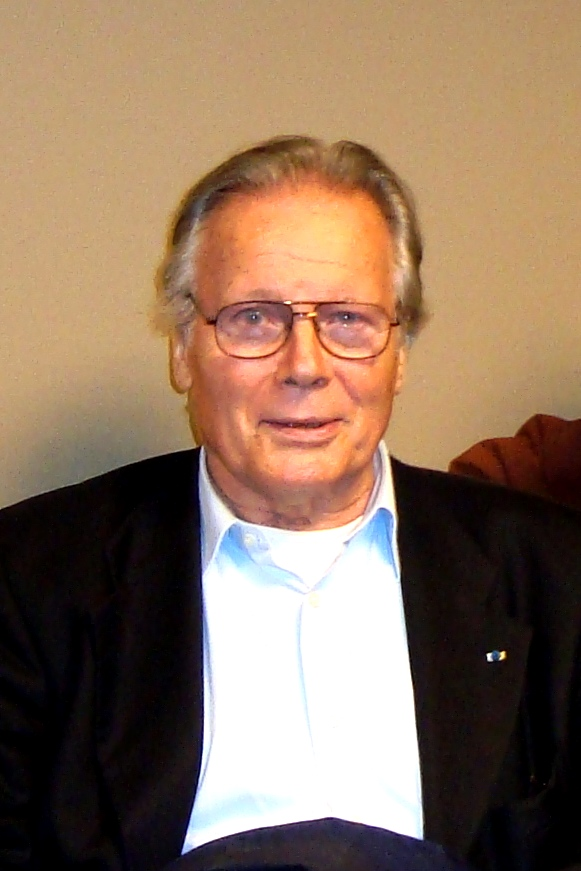
Jean Piat.

- 5 juillet : Michel Suffran (°1931), auteur dramatique français
- 7 juillet : Dominique Rozan (°1929), comédien français
- 12 juillet : Laura Soveral (°1933), comédienne portugaise
- 17 juillet : Hugh Whitemore (°1936), auteur dramatique britannique
- 22 juillet : Mános Eleftheríou (°1938), auteur dramatique grec
- 23 juillet : Choi In-hun (°1936), auteur dramatique sud-coréen
- 23 juillet : Paul Savatier (°1931), comédien français
- 23 juillet : May Skaf (°1969), comédienne syrienne
- 27 juillet : Bernard Hepton (°1925), comédien britannique
- 30 juillet : Jacqueline Jehanneuf, comédienne française[2]
- 31 juillet : Jean-Yves Chatelais (°1955), comédien français
- 31 juillet : Arlette Téphany (°1935), comédienne et metteuse en scène française[3]
- 2 août : Winston Ntshona (°1941), comédien et auteur dramatique sud-africain
- 5 août : Charlotte Rae (°1926), comédienne américaine
- 7 août : Étienne Chicot (°1949), comédien français
- 13 août : Salvatore Cantalupo (°1959), comédien italien
- 13 août : Khadija Souissi (°1944), comédienne tunisienne
- 15 août : Albert Millaire (°1935), comédien et metteur en scène canadien
- 18 août : Van Doude (°1926), comédien néerlandais
- 19 août : Richard Demarcy (°1942), auteur dramatique et metteur en scène français
- 21 août : Barbara Harris (°1935), comédienne américaine
- 24 août : Antonio Pennarella (°1960), comédien italien
- 26 août : Neil Simon (°1927), auteur dramatique américain
- 31 août : Carole Shelley (°1939), comédienne américaine
- 5 septembre : Gilles Pelletier (°1925), comédien canadien
- 5 septembre : Beatriz Segall (°1926), comédienne brésilienne
- 7 septembre : Micheline Rozan (°1928), productrice et agente théâtrale française, codirectrice du théâtre des Bouffes-du-Nord
- 13 septembre : Guido Ceronetti (°1927), auteur dramatique italien
- 13 septembre : Pierre Lafont, comédien français
- 18 septembre : Jean Piat (°1924), comédien, doubleur et écrivain français
- 19 septembre : Gamil Ratib (°1926), comédien franco-égyptien
- 20 septembre : Riccardo Zinna (°1958), comédien italien
- 21 septembre : Serge Larivière (°1957), comédien belge
- 26 septembre : Ignaz Kirchner (°1946), comédien allemand
- 27 septembre : Carles Canut (°1944), comédien espagnol
- 28 septembre : Joe Masteroff (°1919), auteur dramatique américain

### Quatrième trimestre

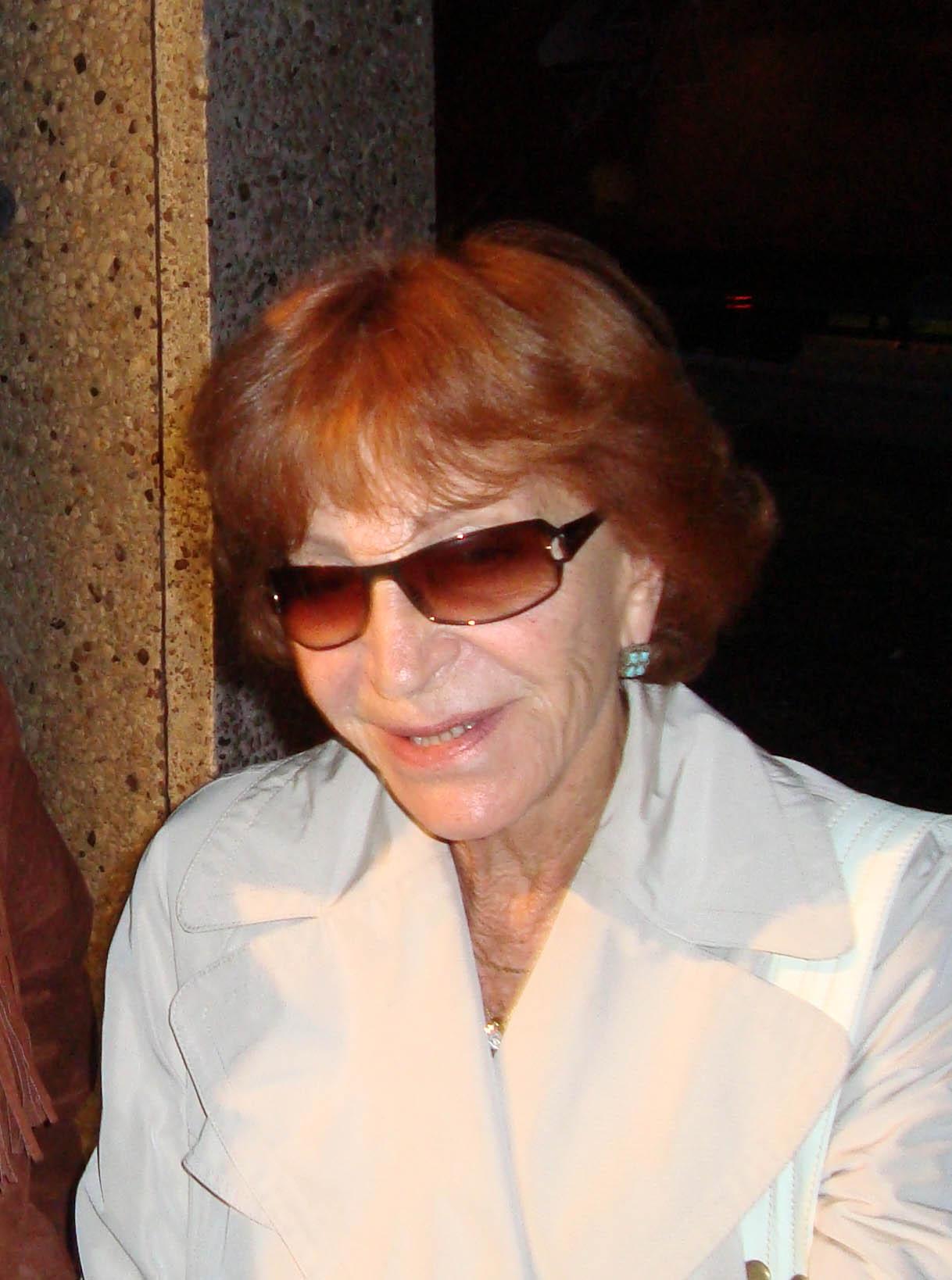
Maria Pacôme.

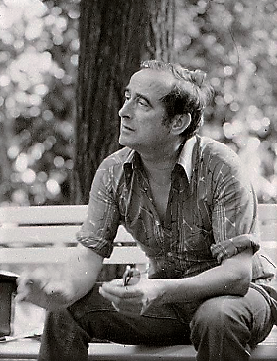
Guy Rétoré.

- 2 octobre : Roman Kartsev (°1939), comédien russe
- 3 octobre : Elisabeth Andersen (°1920), comédienne néerlandaise
- 11 octobre : Johanne Fontaine (°1955), comédienne canadienne
- 23 octobre : James Karen (°1923), comédien américain
- 23 octobre : Alojz Rebula (°1924), auteur dramatique slovène
- 26 octobre : Nikolai Karachentsov (°1944), comédien russe
- 27 octobre : Ntozake Shange (°1948), dramaturge, poétesse et artiste de performance américaine
- 29 octobre : Bernard Bragg (°1928), comédien et metteur en scène américain
- 30 octobre : María Irene Fornés (°1930), auteure dramatique et metteuse en scène américaine
- 1er novembre : Carlo Giuffré (°1928), comédien italien
- 9 novembre : Roland Mahauden (°1942), metteur en scène belge
- 11 novembre : Douglas Rain (°1928), comédien canadien
- 13 novembre : Katherine MacGregor (°1925), comédienne américaine
- 14 novembre : Fernando del Paso (°1935), auteur dramatique mexicain
- 14 novembre : Rolf Hoppe (°1930), comédien allemand
- 16 novembre : William Goldman (°1931), auteur dramatique américain
- 19 novembre : Dominique Blanchar (°1927), comédienne française
- 22 novembre : Yves Gasc (°1930), comédien français
- 23 novembre : Jean-Loup Rivière (°1948), auteur dramatique français
- 25 novembre : Giuliana Calandra (°1936), comédienne italienne
- 25 novembre : Moncef Lazaâr (°1942), comédien tunisien
- 26 novembre : Luc Deflo (°1958), auteur dramatique belge
- 1er décembre : Maria Pacôme (°1923), comédienne et auteure dramatique française
- 3 décembre : Philip Bosco (°1930), comédien américain
- 4 décembre : Georges Mauvois (°1922), auteur dramatique français
- 15 décembre : Guy Rétoré (°1924), metteur en scène et directeur de théâtre français
- 20 décembre : Donald Moffat (°1930), comédien britannique
- 29 décembre : Rosenda Monteros (°1935), comédienne mexicaine